# امره کینای
امره کینای (ترکی استانبولی: Emre Kınay؛ زادهٔ ۵ مارس ۱۹۷۰) هنرپیشه، هنرمند اهل ترکیه است. وی از سال ۱۹۹۰ میلادی تاکنون مشغول فعالیت بوده‌است.

## فیلم شناسی
| نام اثر            | سال       | کاراکتر       |
| ------------------ | --------- | ------------- |
| رامو               | 2021      | شریف          |
| گناه یک مادر       | 2020      | چتین          |
| اتاق قرمز          | 2020      | احمد          |
| باغچه عشق          | 2017      | لِونت          |
| دختران آفتاب       | 2016_2015 | هالوک         |
| در انتظار آفتاب    | 2014      | جیهان گوزل    |
| آه قلبم            | 2009      | آتیلا         |
| خورشید را دیدم     | 2009      | موستو         |
| دو خانواده         | 2008_2006 | اوئاز کارامان |
| استانبول شاهدم است | 2004      | اصلان         |
| بابا               | 2003      | ییلدیریم      |